# Yves Lepachelet
Yves Lepachelet, né le 30 juin 1935 à Feuchy (Pas-de-Calais) et mort le 26 mars 1988 à Fourmies (Nord),, est un coureur cycliste français, professionnel dans les années 1960.

## Palmarès
- 1963
  - Grand Prix de Saint-Souplet
- 1964
  - Tour d'Artois
  - Grand Prix des Marbriers
- 1965
  - Ronde des Flandres :
    - Classement général
    - Une étape

  - Grand Prix des Marbriers
  - 2e des Trois Jours d'Hénin-Liétard
- 1966
  - 2e du Tour de l'Eurométropole
  - 2e des Trois Jours d'Hénin-Liétard
- 1967
  - Grand Prix de Ferrières
  - Grand Prix des Marbriers
  - 2e du Grand Prix des Flandres françaises

## Résultats sur les grands tours

### Tour d'Italie
1 participation
- 1967 : abandon